# 抗美援朝运动
抗美援朝运动是中华人民共和国建国初期支援朝鲜战争的运动，是为巩固政权而开展的三大全国运动之一（另两个是镇压反革命运动、土地改革运动）。包括国内广泛、深入开展抗美援朝宣传教育运动，转变恐美思想；订立爱国公约，开展生产竞赛和拥军优属工作；踊跃捐献飞机大炮运动；组织赴朝慰问团；在细菌战威胁面前开展爱国卫生运动等内容。

## 历史
1951年2月2日中共中央发出《关于进一步开展抗美援朝爱国运动的指示》，规定三件中心工作是：
- （一）反对美国重新武装日本，争取全面的公正的对日和约；
- （二）募集救济品、慰劳品，组织慰问团，救济朝鲜难民，慰劳中国人民志愿军和朝鲜人民军；对于进军西藏、守卫新疆和内地剿匪的部队，亦应发动西南、西北和剿匪省区的群众写信慰问。春节慰问志愿军家属，与慰问人民解放军家属一同做，不必分开做。
- （三）发起订立爱国公约，开展生产竞赛支援前线和拥军优属工作。爱国公约的内容，可由各地各界群众按具体情况和需要自行议定，不要强求一律，但不应过繁，使群众记不住，亦不应过简，使群众觉得无新鲜之处。工人农民努力生产，职员努力服务，学生努力学习，商人努力城乡交流，服从政府经济政策，反对投机。爱护国家财产，保守国家机密。

中央要求必须在全国范围内继续推行抗美援朝宣传教育运动，“在各阶层人民，特别是在工农群众中，应广泛进行时事教育，开展蔑视、鄙视、仇视美国帝国主义与提高民族自信心自尊心的运动”，“已推行者深入之，未推行者普及之，务使全国每处每人都受到这种教育。”“那种认为工农不关心时事，抗美援朝在工农群众中不成问题，或者认为抗美援朝运动会影响其他工作，因而不认真在工农群众中开展抗美援朝运动和时事教育的意见是错误的，必须予以克服。”